# Edward Abbey
Paul Edward Abbey (Indiana (Pennsylvania), 29 januari 1927 - Tucson (Arizona), 14 maart 1989) was een Amerikaans schrijver en essayist, bekend om zijn pleidooi voor de milieuproblematiek. Zijn bekendste werk is de roman The Monkey Wrench Gang, die de inspiratie vormde voor de stichting van de radicale milieubeweging Earth First!. Ook het non-fictiewerk Desert Solitaire over zijn loopbaan als parkwachter werd een bestseller. Schrijver Larry McMurtry noemde Abbey "de Thoreau van het Amerikaanse Westen". Abbey was een anarchist.
Abbey ontving zijn B.A. van de Universiteit van New Mexico in 1951. Na het behalen van zijn masters in 1956 werd hij lid van de National Park Service, waar hij werkte als parkwachter en brandweerman. Later doceerde hij schrijven aan de Universiteit van Arizona.
Abbey schreef boeken en essays over de natuur, zoals Desert Solitaire (1968) en Down the River (1982). Het was echter vooral in zijn romans The Monkey Wrench Gang (1975) en Hayduke Lives! (1990) dat hij uiting gaf aan zijn verontwaardiging over de vernietiging van woestijnen en rivieren door dammenbouwers en ontwikkelaars. Van de meer dan 20 boeken die Abbey schreef is The Monkey Wrench Gang ongetwijfeld het meest beruchte. Hierin vertelt hij het verhaal van vier ecologische saboteurs ("ecoteurs") die in naam van natuurbescherming Arizona's Glen Canyondam willen opblazen. De auteur noemde zijn boek een satire, anderen zagen het echter als een how-to gids voor de vernietiging van eigendom. De roman inspireerde de vorming van de militante groep Earth First! Sabotage ter verdediging van het milieu werd zelfs bekend als "monkey-wrenching".

### Fictie
- Jonathan Troy (1954) (ISBN 1-131-40684-2)
- The Brave Cowboy (1956) (ISBN 0-8263-0448-6), waarvan een filmadaptatie werd gemaakt: Lonely Are the Brave, 1962
- Fire on the Mountain (1962) (ISBN 0-8263-0457-5)
- Black Sun (1971) (ISBN 0-88496-167-2)
- The Monkey Wrench Gang (1975) (ISBN 0-397-01084-2)
- Good News (1980) (ISBN 0-525-11583-8)
- The Fool's Progress (1988) (ISBN 0-8050-0921-3)
- Hayduke Lives (1989) (ISBN 0-316-00411-1)
- Earth Apples: The Poetry of Edward Abbey (1994) (ISBN 0-312-11265-3)

### Non-fictie
- Desert Solitaire:  A Season in the Wilderness (1968) (ISBN 0-8165-1057-1)
- Appalachian Wilderness (1970)
- Slickrock (1971) (ISBN 0-87156-051-8)
- Cactus Country (1973)
- The Journey Home (1977) (ISBN 0-525-13753-X)
- The Hidden Canyon (1977)
- Abbey's Road (1979) (ISBN 0-525-05006-X)
- Desert Images (1979)
- Down the River (with Henry Thoreau & Other Friends) (1982) (ISBN 0-525-09524-1)
- In Praise of Mountain Lions (1984)
- Beyond the Wall (1984) (ISBN 0-03-069299-7)
- One Life at a Time, Please (1988) (ISBN 0-8050-0602-8)
- A Voice Crying in the Wilderness: Notes from a Secret Journal (1989)
- Confessions of a Barbarian: Selections from the Journals of Edward Abbey, 1951–1989 (1994) (ISBN 0-316-00415-4)

- Biblioteca Nacional de España: XX4729999
- Bibliothèque nationale de France: cb11887952r (data)
- CiNii: DA06277674
- Gemeinsame Normdatei: 119231751
- International Standard Name Identifier: 0000 0001 1804 3912
- Library of Congress Control Number: n78093802
- Bibliotheek van het Japanse parlement: 00461973
- Nationale Bibliotheek van Tsjechië: xx0002624
- Nationale bibliotheek van Australië: 35000141
- Nationale Bibliotheek van Israël: 987007257323805171
- Nederlandse Thesaurus van Auteursnamen: 071358560
- Istituto Centrale per il Catalogo Unico: VEAV029609
- SNAC: w6c829cd
- Système universitaire de documentation: 02667596X
- Trove: 784401
- Virtual International Authority File: 85322062
- WorldCat: E39PBJfmmwPh7JCHXGgtTG8DMP